# Fakty, przyroda i ludzie
Fakty, przyroda i ludzie – książka Józefa Mackiewicza wydana przez londyńskie wydawnictwo Kontra w 1984. Stanowi zbiór opowiadań i reportaży opublikowanych wcześniej przez autora w prasie emigracyjnej, m.in. w Wiadomościach oraz prowadzonej przez jego brata – Stanisława Cata-Mackiewicza – gazecie „Lwów i Wilno”. Doboru tekstów dokonał Tadeusz Kadenacy, przedmowę napisała Barbara Toporska, małżonka Józefa Mackiewicza.
W książce zamieszczono artykuły: Ponary – „Baza”, Wil Re, Na froncie w Smoleńsku, Dymy nad Katyniem, Ghetto wileńskie, Przestępca czasu wojny, Zaczynamy gnić, Podwiezut..., Śnieg w Wilnie padał gęsty, Łapani jak psy, Wojna 1941, Egzekucja, Ludzie z głębszego podziemia, U posiadacza dwunastu fajerek, Jeszcze jedno słowo honoru, Tu mówi Londyn..., Wilnianie z dachu, Zielone i czarne dnie Wisińczy, Okupacja sowiecka, Na drogę do Kalwarii, Więzienie, bazar, pole Bitwy, Osttuerkmenische Waffen-SS, Masakra, W Mediolanie, Życzenia, które się nie spełniły, Czapka „polówka”, Na Marble Arch, Prowieniszki, Na emigracji, Zabawy dzieci, Na S.W.1, Pochwała alkoholu, Spotkania, Mulka, Chłop, Żywica i nafta, Odkrywam nieznaną wyspę, Gdy byłem przezwany – Makuszyńskim, Wycieczka do Europy, Początki „obrezu”, Zbrodnia w dolinie rzeki Drawy, Po latach na miejscu zbrodni nad Drawą, Listy z tamtych czasów, Zgoda 6, czyli pęk kluczy..., Frazy ze scenariusza: „Mój przyjaciel Pawełek”.
Były to krótkie teksty z pogranicza prozy i reportażu opisujące w większości codzienność okupacyjną (sowiecką i niemiecką) na Wileńszczyźnie, a także ucieczkę autora w 1944 i 1945 na Zachód. Niektóre z nich weszły w formie epizodów do powieści J Mackiewicza, m.in. Droga donikąd (U posiadacza dwunastu fajerek), czy Nie trzeba głośno mówić (Początki „obrezu”, Ponary – „Baza”). Zdaniem Kazimierza Orłosia autor nie traktował ich jako skończonych utworów, lecz szkice do późniejszego wykorzystania. Ponary – „Baza” opublikowane po raz pierwszy w 1945 w nr 35 (70) pisma Orzeł Biały znalazło się także w Antologii polskiego reportażu XX wieku pod redakcją Mariusza Szczygła (wyd. 2014).
W 1984 podziemne pismo Arka przyznało Józefowi Mackiewiczowi nagrodę honorową za twórczość prozatorską, ze szczególnym uwzględnieniem wydanych wówczas w Polsce powieści Droga donikąd, Nie trzeba głośno mówić oraz tomu Fakty, przyroda i ludzie.
Książka doczekała się przedruków w wydawnictwach podziemnych w 1984 (Wydawnictwo X, Kraków), 1988 (Warszawa, Wydawnictwo Baza oraz Warszawa, Wydawnictwo Międzyzakładowej Struktury Solidarności V), a także wydania w 1988 wyboru niektórych artykułów w tomie Fakty i ludzie (Officyna Liberałów). W 1990 wydawnictwo Baza wydała ją jako tom 10 edycji dzieł pisarza. Wydawnictwo Kontra wznowiło ją w 1993 jako tom XII dzieł zebranych. Oddzielnych przedruków doczekały się także opowiadania Zbrodnia w dolinie rzeki Drawy i Po latach na miejscu zbrodni nad Drawą (wyd. Bibl. Informatora Reg. Środkowo-Wsch. NSZZ, “Solidarność” 1986), Zaczynamy gnić (wyd. Apel, 1987), „Ponary-Baza” oraz Dymy nad Katyniem w tomie Ponary-Katyń (wyd. Los, Warszawa 1986) oraz Jeszcze jedno słowo honoru, Spotkania i Zbrodnia w dolinie rzeki Drawy w tomie Jeszcze jedno słowo honoru (wyd. Los, Warszawa 1985).